# Savînți, Iarmolînți
Savînți (în ucraineană Савинці) este o comună în raionul Iarmolînți, regiunea Hmelnîțkîi, Ucraina, formată numai din satul de reședință.

## Demografie
Componența lingvistică a comunei Savînți
     Ucraineană (99,14%)
     Alte limbi (0,86%)
Conform recensământului din 2001, majoritatea populației comunei Savînți era vorbitoare de ucraineană (99,14%), existând în minoritate și vorbitori de alte limbi.